# Türkgücü München
Türkgücü München is een Duitse voetbalclub uit München.
De club is een navolger van SV Türk Gücü München. Deze club, die sterk gericht was op de Turkse gemeenschap, werd in 1975 opgericht en speelde in totaal vijf seizoenen in de Bayernliga. Ook had de club een succesvolle volleybalafdeling waarvan in het seizoen 1987/88 zowel de mannen als de vrouwen in de Bundesliga speelden. In 1991 ging SV Türk Gücü München failliet en kreeg een doorstart als Türkische SV 1975 München.
In 1981 was SV Ataspor München ontstaan als afsplitsing van SV Türk Gücü München. In 2009 fuseerde de club met Türkische SV 1975 München tot SV Türkgücü-Ataspor München. Als kampioen in de Landesliga Bayern-Südost promoveerde de club in 2018 naar de Bayernliga Süd. In 2019 werd de club ook daar kampioen en promoveerde naar de Regionalliga Bayern. Ook werd de naam gewijzigd in Türkgücü München. Na een derde opeenvolgende titel kon de club promotie afdwingen naar het profvoetbal in 2020.

## Faillissement
Het seizoen 2021/22 verliep vol problemen, onder andere met de licentie en betalingen. Nadat er zelfs puntenaftrek volgde in januari, stapte de club op 24 maart 2022 zelf uit de 3. Bundesliga nadat het geen overnemer vond. Alle resultaten van Türkgücu werden geschrapt en ze degradeerden terug naar de Regionalliga.

## Eindstanden vanaf 2013
- 2013 2e
Niveau 7
- 2014 12e
Niveau 6
- 2015 10e
Niveau 6
- 2016 11e
Niveau 6
- 2017 6e
Niveau 6
- 2018 1e
Niveau 6
- 2019 1e
Oberliga
- 2020 1e
Regionalliga
- 2021 13e
3. Liga
- 2022 20e
3. Liga
- 2023 14e
Regionalliga
- 2024 11e
Regionalliga
- 2025 18e
Regionalliga

- Niveau 3
- Niveau 4
- Niveau 5
- Niveau 6
- Niveau 7

| Legenda niveautijdlijn | Legenda niveautijdlijn      | Legenda niveautijdlijn      | Legenda niveautijdlijn      | Legenda niveautijdlijn    | Legenda niveautijdlijn |
| Liga                   | Seizoen 1963/64 t/m 1973/74 | Seizoen 1974/75 t/m 1993/94 | Seizoen 1994/95 t/m 2007/08 | Seizoen 2008/09 tot heden | Opmerking              |
| ---------------------- | --------------------------- | --------------------------- | --------------------------- | ------------------------- | ---------------------- |
| Bundesliga             | Niveau I                    | Niveau I                    | Niveau I                    | Niveau I                  |                        |
| 2. Bundesliga          | --                          | Niveau II                   | Niveau II                   | Niveau II                 |                        |
| 3. Liga                | --                          | --                          | --                          | Niveau III                |                        |
| Regionalliga           | Niveau II                   | --                          | Niveau III                  | Niveau IV                 |                        |
| Oberliga               | --                          | Niveau III *                | Niveau IV                   | Niveau V                  | * vanaf 1978/79        |

## Seizoensresultaten vanaf 2010
| Seizoen | Competitie                  | Niveau | Eindstand | DFB Pokal | Opmerking                                                                           |
| ------- | --------------------------- | ------ | --------- | --------- | ----------------------------------------------------------------------------------- |
| 2009/10 | Bezirksliga Oberbayern-Nord | VIII   | 8         | --        |                                                                                     |
| 2010/11 | Bezirksliga Oberbayern-Nord | VIII   | 10        | --        |                                                                                     |
| 2011/12 | Bezirksliga Oberbayern-Nord | VIII   | 5         | --        | opheffing Bezirksoberliga                                                           |
| 2012/13 | Bezirksliga Oberbayern-Nord | VII    | 2         | --        |                                                                                     |
| 2013/14 | Landesliga Bayern Südost    | VI     | 12        | --        |                                                                                     |
| 2014/15 | Landesliga Bayern Südost    | VI     | 10        | --        |                                                                                     |
| 2015/16 | Landesliga Bayern Südost    | VI     | 11        | --        |                                                                                     |
| 2016/17 | Landesliga Bayern Südost    | VI     | 6         | --        |                                                                                     |
| 2017/18 | Landesliga Bayern Südost    | VI     | 1         | --        |                                                                                     |
| 2018/19 | Bayernliga-Süd              | V      | 1         | --        |                                                                                     |
| 2019/20 | Regionalliga Bayern         | IV     | 1         | --        | Na stillegging van de competitie vanwege de coronapandemie aangewezen als kampioen. |
| 2020/21 | 3. Liga                     | III    | 13        | --        |                                                                                     |
| 2021/22 | 3. Liga                     | III    | 20        | --        | Failliet. Alle resultaten worden weggestreept.                                      |
| 2022/23 | Regionalliga Bayern         | IV     | 14        | --        |                                                                                     |
| 2023/24 | Regionalliga Bayern         | IV     | 11        | --        |                                                                                     |
| 2024/25 | Regionalliga Bayern         | IV     | 18        | --        |                                                                                     |
| 2025/26 | Bayernliga-Süd              | V      | .         | --        |                                                                                     |

## Bekende (oud-)spelers
- Atakan Akkaynak
- Erol Erdal Alkan
- Tom Boere

Nord:
FC Eintracht Bamberg ·
ASV Cham · 
FC Coburg ·
SC Eltersdorf ·
ATSV Erlangen · 
DJK Gebenbach · 
SC Großschwarzenlohe ·
SpVgg Bayern Hof · 
FC Ingolstadt 04 II ·
TSV Kornburg ·
TSV Neudrossenfeld ·
ASV Neumarkt · 
SV Fortuna Regensburg ·
Jahn Regensburg II · 
FSV Stadeln ·
SpVgg Weiden 2010 ·
Würzburger FV

Süd:
Türkspor Augsburg · 
TSV Dachau · 
FC Deisenhofen · 
SV Erlbach ·
TuS Geretsried ·
FC 1920 Gundelfingen ·
FC Sturm Hauzenberg ·
SV Heimstetten ·
FC Ismaning · 
SV Kirchanschöring · 
TSV Kottern · 
TSV 1882 Landsberg · 
TSV 1860 München II · 
Türkgücü München ·
TSV 1861 Nördlingen ·
FC Pipinsried ·
SV Schalding-Heining ·
FC Sportfreunde Schwaig